# Mareuil-sur-Ourcq
Pour les articles homonymes, voir Mareuil.
Mareuil-sur-Ourcq est une commune française située dans le département de l'Oise en région Hauts-de-France.
La commune possède un patrimoine naturel remarquable : cinq zones naturelles d'intérêt écologique, faunistique et floristique et une zone importante pour la conservation des oiseaux (ZICO).

## Géographie

### Localisation

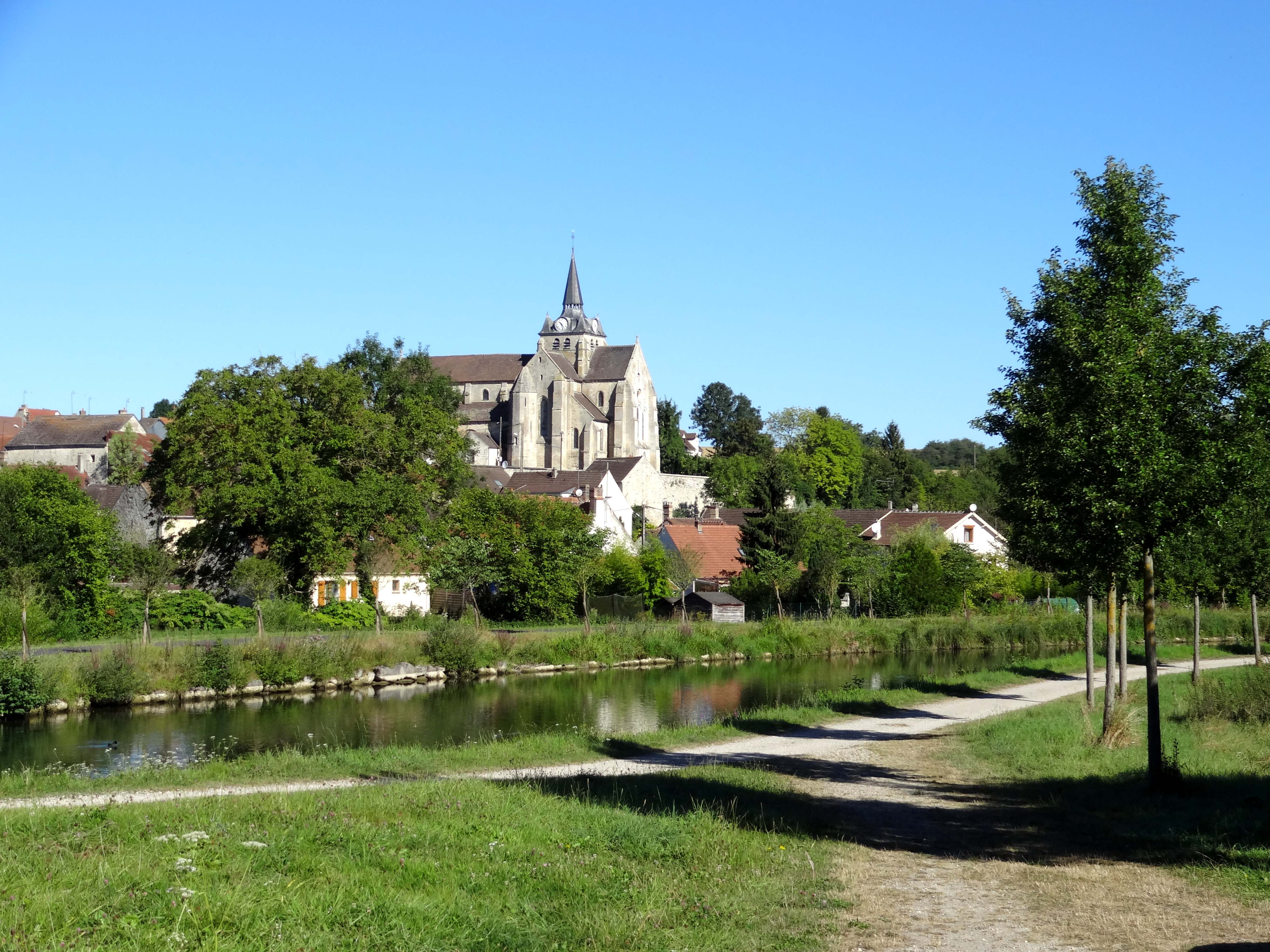
Vue sur l'église Saint-Martin depuis le canal de l'Ourcq.

Mareuil-sur-Ourcq est un bourg picard du Valois (région), situé au sud-est du département de l'Oise et en bordure du département de l'Aisne, à 24 km à vol d'oiseau au nord-est de Meaux et 61 km de Paris, 20 km à l'est de Nanteuil-le-Haudouin, 35 km au sud-est de Chantilly, 13 km au sud de Villers-Cotterêts, 32 km au sud-ouest de Soissons et 25 km au nord-ouest de Château-Thierry.
Le sentier de grande randonnée GR 11 traverse le bourg. La plate-forme de l'ancienne ligne d'Ormoy-Villers à Mareuil-sur-Ourcq est aménagée en chemin de randonnée.
La commune se trouve dans l'aire d'attraction de Paris, dans la zone d'emploi de Soissons et dans le bassin de vie de Villers-Cotterêts

### Communes limitrophes
Les communes limitrophes sont  Boullarre, La Villeneuve-sous-Thury, Marolles, Montigny-l'Allier, Neufchelles, Rouvres-en-Multien et Thury-en-Valois.
| La Villeneuve-sous-Thury | Thury-en-Valois   | Marolles                  |
| Boullarre                | Mareuil-sur-Ourcq |                           |
| Rouvres-en-Multien       | Neufchelles       | Montigny-l'Allier (Aisne) |

### Géologie et relief
La superficie de la commune est de 10,14 km2 ; son altitude varie de 56  à   138 mètres.
Elle est marquée par sa situation dans la vallée de l’Ourcq, rivière qui sépare les deux entités agricoles constituées par le plateau du Multien à l’ouest et du plateau de l’Orxois à l’est. et, de ce fait, le territoire communal est réparti entre : 
- le plateau agricole à l'ouest de la commune ;
- les coteaux très pentus bordant de part et d’autre la vallée de l’Ourcq, dont le dénivelé peut atteindre 65 mètres ;
- la vallée de l’Ourcq, inondable et marécageuse, située approximativement à l'altitude de 60 mètres, et qui accueille de nombreuses peupleraies. Le bourg est installé en bordure de la vallée de l’Ourcq

Le sol est constitué des couches géologiques suivantes, en partant des plus profondes : 
- Les sables cuisiens, constitués d'un ensemble perméable de sables quartzeux fins, dont l’épaisseur varie entre 40 et 70 m. Le sable cuisien affleure au pied des coteaux, mais les affleurements sont réduits (10–15 m) et souvent masqués par des éboulements ;
- L’étage Lutétien, plateforme structurale des les plateaux des confins nord-est de l’Île-de-France, subdivisé en lutétien inférieur et moyen comprenant du calcaire grossier et du calcaire à Milioles qui a été exploité. Son épaisseur totale  dans la commune est de 35 m ;
- Les sables et grès du Bartonien inférieur, formation principalement marine représentée pour l’essentiel par des sables qui peuvent être grésifiés. Son épaisseur est variable et est dans la commune de l’ordre de 20 à 25 m. Cette formation perméable qui affleure le long de la vallée de l’Ourcq présente une grande diversité ;
- Les Marnes et calcaires du Bartonien moyen, et notamment le calcaire de Saint-Ouen, une formation dure constituée par une alternance irrégulière de marnes et de calcaires, qui prédomine par son épaisseur (20 à 35 m). Le calcaire de Saint-Ouen, qui est relativement perméable par sa fragmentation. affleure en rebord de plateau ;
- Les formations de gypse du Bartonien supérieur, épaisses et plutôt imperméables, comprennent des marnes supra-gypseuses d’une épaisseur de 10 m recouvertes de la formation de gypse proprement dite épaisse de 20 à 25m ;
- Les argiles vertes, une formation peu épaisse mais très imperméable et généralement masquée ;
- La meulière de Brie, emballée en éléments disjoints dans une matrice argileuse qui a favorisé le glissement de la Meulière sur les pentes qu’elle domine.

Au dessus se trouvent les limons des plateaux, qui sont assez développés sur les plateaux où ils peuvent atteindre 6m. et produisent des sols bruns profonds favorables à la grande culture, des alluvions récentes dans les fonds de vallées, composées de limons fins, argilo-sableux devenant tourbeux dans la vallée de l’Ourcq et supportant aulnaies et peupleraies, et des colluvions polygéniques des versants formées par l'érosion des terrains les plus élevés.
De nombreuses carrières de sables et de calcaire ont été exploitées sur le territoire communal.

### Hydrographie

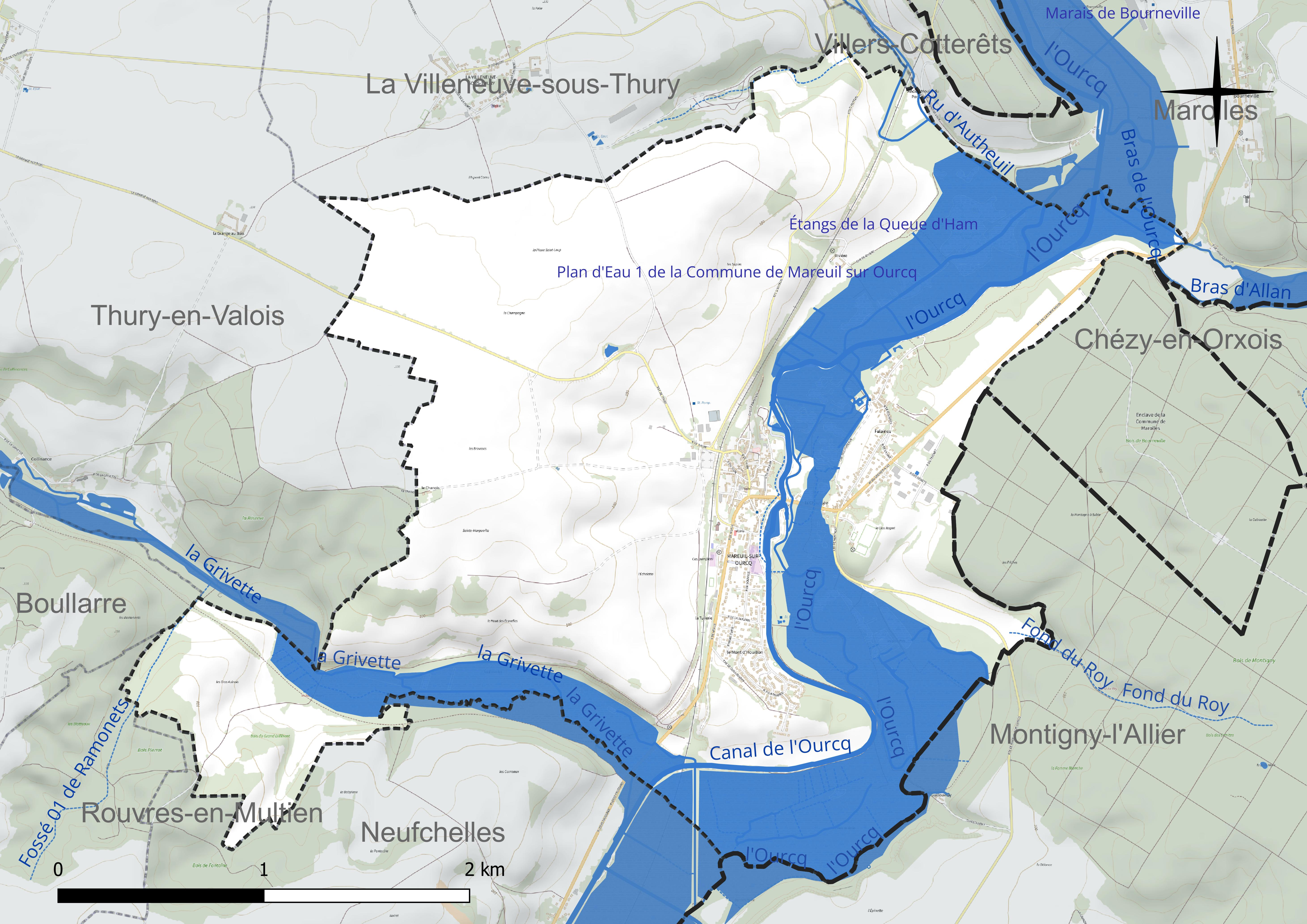
Réseau hydrographique de Mareuil-sur-Ourcq.

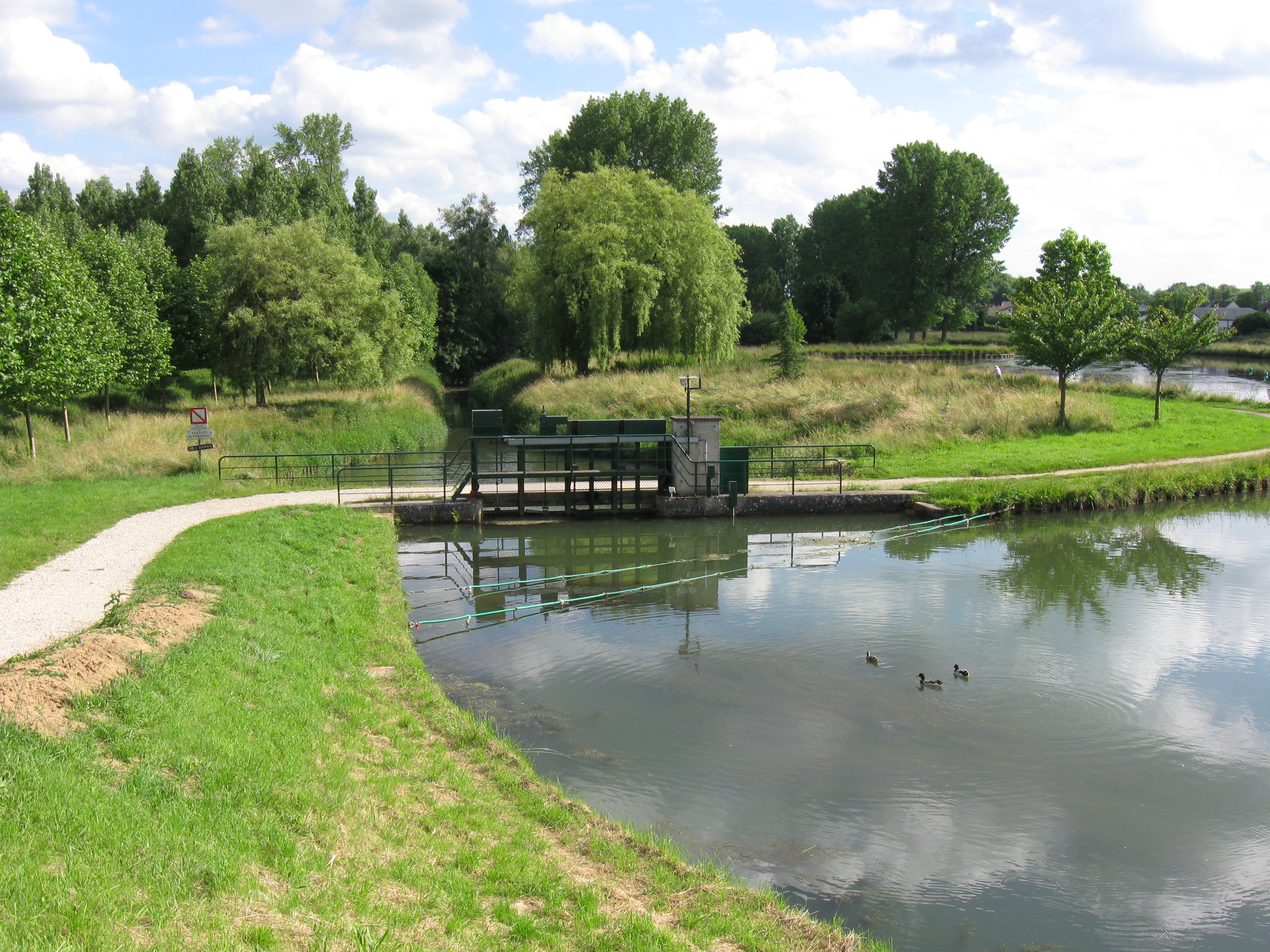
La rivière l'Ourcq continue en face et début du canal de l'Ourcq en site propre (à droite).

La commune est située dans le bassin Seine-Normandie. Elle est drainée par le canal de l'Ourcq, l'Ourcq, la Grivette, le ru d'Allan, divers bras de l'Ourcq, le ru d'Autheuil, la Grivette, le cours d'eau 01 des Gros Prés, le cours d'eau 02 des Gros Prés, le Fond du Roy, le fossé 01 de Ramonets divers bras d'Allan et un autre petit cours d'eau,.
Le canal de l'Ourcq, d'une longueur de 97 km, prend sa source dans la commune  et se jette  dans le canal Saint-Martin à Paris, après avoir traversé 34 communes.
L'Ourcq, d'une longueur de 86 km, prend sa source dans la commune de Courmont et se jette  dans la Marne en limite de Mary-sur-Marne et de Lizy-sur-Ourcq, face à Isles-les-Meldeuses, après avoir traversé 36 communes.
La Grivette, d'une longueur de 15 km, prend sa source dans la commune de Lévignen et se jette  dans le canal de l'Ourcq à Neufchelles, après avoir traversé huit communes.
Le Ru d'Allan, d'une longueur de 17 km, prend sa source dans la commune de Sommelans et se jette  dans divers bras de l'Ourcq sur la commune, après avoir traversé douze communes.
Deux plans d'eau complètent le réseau hydrographique : le plan d'eau 1 de la commune de Mareuil sur Ourcq (1,8 ha) et les étangs de la Queue d'Ham (9,2 ha),.

### Climat
Pour des articles plus généraux, voir Climat des Hauts-de-France et Climat de l'Oise.
En 2010, le climat de la commune est de type climat océanique dégradé des plaines du Centre et du Nord, selon une étude du CNRS s'appuyant sur une série de données couvrant la période 1971-2000. En 2020, Météo-France publie une typologie des climats de la France métropolitaine dans laquelle la commune est exposée à un climat océanique altéré et est dans la région climatique Nord-est du bassin Parisien, caractérisée par un ensoleillement médiocre, une pluviométrie moyenne régulièrement répartie au cours de l'année et un hiver froid (3 °C).
Pour la période 1971-2000, la température annuelle moyenne est de 11 °C, avec une amplitude thermique annuelle de 15,2 °C. Le cumul annuel moyen de précipitations est de 708 mm, avec 11,3 jours de précipitations en janvier et 8,2 jours en juillet. Pour la période 1991-2020, la température moyenne annuelle observée sur la station météorologique la plus proche, située sur la commune de Changis-sur-Marne à 20 km à vol d'oiseau, est de 11,9 °C et le cumul annuel moyen de précipitations est de 710,1 mm,. Pour l'avenir, les paramètres climatiques de la commune estimés pour 2050 selon différents scénarios d'émission de gaz à effet de serre sont consultables sur un site dédié publié par Météo-France en novembre 2022.

### Milieux naturels et biodiversité
Le territoire communal compte cinq ZNIEFF : 
- ZNIEF de type I (secteurs de grand intérêt biologique ou écologique) :
  - « Basse vallée de la Grivette », en rive droite de l'Ourcq, qui est constituée de plusieurs milieux remarquables, rares et menacés en Europe, relèvent de la directive "Habitats" de l'Union Européenne : chênaie-charmaie acidocline, chênaie-charmaie à jacinthe, chênaie-hêtraie, pelouses et lisières calcicoles...
  - « Bois de Montigny et de Borny », sur la rive gauche de l'Ourcq, en limite méridionale du plateau du Valois.: chênaie-charmaie acidocline, chênaie-charmaie à jacinthe, chênaie-hêtraie, frênaie à Laîche espacée et pelouses calcicoles ;
  - « Marais tourbeux de Bourneville et de la queue de Ham », au cœur de la vallée de l'Ourcq et où se trouvent de nombreuses espèces, assez rares ou très rares et menacées en Picardie ;
  - « Massif forestier de Retz », en limite nord de la commune : chênaie-charmaie acidocline, chênaie-hêtraie, hêtraie calcicole, frênaie à Laîche espacée, frênaies-acéraies fraîches, groupements herbacés humides et nitrophiles, pelouses calcicoles relictuelles, petites lisières calcicoles, dont les abords cultivés constituent des axes migratoires interforestiers pour les grands mammifères, entre le massif boisé et les bois et les vallées proches, qui servent de milieux-relais pour la grande faune ;
- ZNIEFF de type 2 (grands ensembles naturels riches et peu modifiés, offrant des potentialités biologiques importantes) :
  - « Vallée tourbeuse de l’Ourcq de Troesnes à Varinfroy » comprenant des milieux paludicoles : végétation aquatique, roselières, faciès pionniers sur tourbe, mégaphorbiaies et bas-marais, qui abritent de très nombreuses espèces végétales et animales rares et menacées.

Par ailleurs, la zone importante pour la conservation des oiseaux (ZICO) « Massif de Retz » s'étend sur la commune, et constitue une halte migratoire, un site d’hivernage et un  site de nidification pour de nombreuses espèces avifaunistiques, telles que la bondrée apivore, le milan noir, le busard Saint-Martin, le faucon pèlerin, le pic noir, le martin-pêcheur d'Europe  et la pie-grièche écorcheur (Lanius collurio).
Enfin, quatre sites Natura 2000 se trouvent à proximité de Mareuil-sur-Ourcq, au « Bois des Réserves, des Usages et de Montgé », les « Forêts picardes : massif des trois forêts et bois du Roi », le « Massif forestier de Retz » et les « Boucles de la Marne »

## Urbanisme

### Typologie
Au 1er janvier 2024, Mareuil-sur-Ourcq est catégorisée bourg rural, selon la nouvelle grille communale de densité à sept niveaux définie par l'Insee en 2022.
Elle est située hors unité urbaine. Par ailleurs la commune fait partie de l'aire d'attraction de Paris, dont elle est une commune de la couronne,.

### Occupation des sols

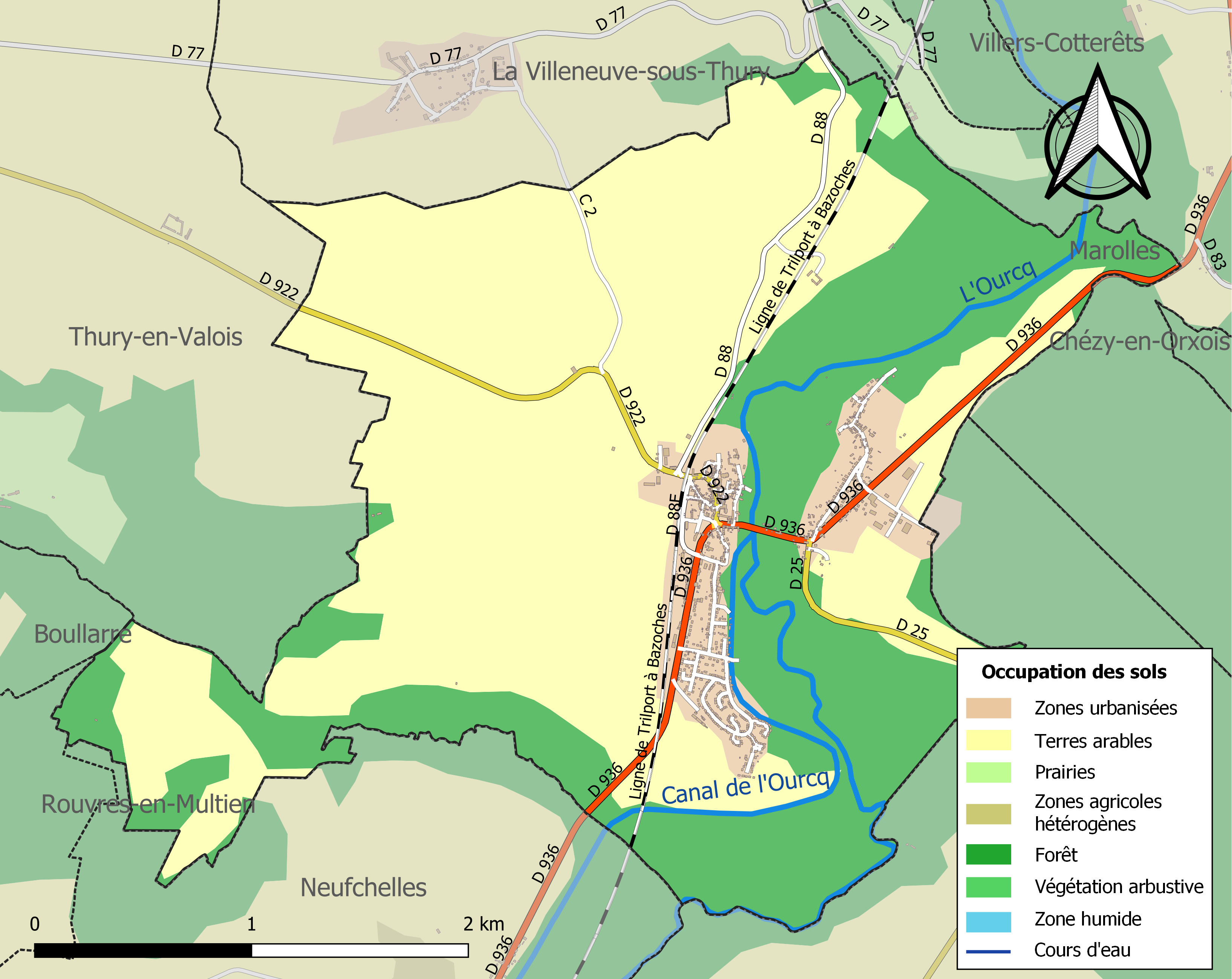
Carte des infrastructures et de l'occupation des sols de la commune en 2018 (CLC).

L'occupation des sols de la commune, telle qu'elle ressort de la base de données européenne d'occupation biophysique des sols Corine Land Cover (CLC), est marquée par l'importance des territoires agricoles (59 % en 2018), une proportion identique à celle de 1990 (59 %).
La répartition détaillée en 2018 est la suivante : 
terres arables (58,8 %), forêts (33,2 %), zones urbanisées (7,8 %), prairies (0,2 %).
L'évolution de l'occupation des sols de la commune et de ses infrastructures peut être observée sur les différentes représentations cartographiques du territoire : la carte de Cassini (XVIIIe siècle), la carte d'état-major (1820-1866) et les cartes ou photos aériennes de l'IGN pour la période actuelle (1950 à aujourd'hui).

### Morphologie urbaine
Mareuil-sur-Ourcq est constitué d’un centre-bourg ancien à flanc de coteau ainsi que d’extensions plus contemporaines dans sa partie sud, et du hameau de Fulaines, sur l'autre rive de l'Ourcq, intégré dans les années 1960 au bourg

### Lieux-dits, hameaux et écarts
Fulaines, en rive gauche de l'Ourcq, le Mont d'Houillon, en continuité sud du bourg.

### Habitat et logement
En 2021, le nombre total de logements dans la commune était de 649, alors qu'il était de 633 en 2016 et de 622 en 2011.
Parmi ces logements, 89,6 % étaient des résidences principales, 2,6 % des résidences secondaires et 7,8 % des logements vacants. Ces logements étaient pour 90,4 % d'entre eux des maisons individuelles et pour 9,4 % des appartements.
Le tableau ci-dessous présente la typologie des logements à Mareuil-sur-Ourcq en 2021 en comparaison avec celle de l'Oise et de la France entière. Une caractéristique marquante du parc de logements est ainsi une proportion de résidences secondaires et logements occasionnels (2,6 %) supérieure à celle du département (2,4 %) mais inférieure à celle de la France entière (9,7 %).
| Typologie                                               | Mareuil-sur-Ourcq | Oise | France entière |
| ------------------------------------------------------- | ----------------- | ---- | -------------- |
| Résidences principales (en %)                           | 89,6              | 90,5 | 82,2           |
| Résidences secondaires et logements occasionnels (en %) | 2,6               | 2,4  | 9,7            |
| Logements vacants (en %)                                | 7,8               | 7    | 8,1            |

### Voies de communication et transports

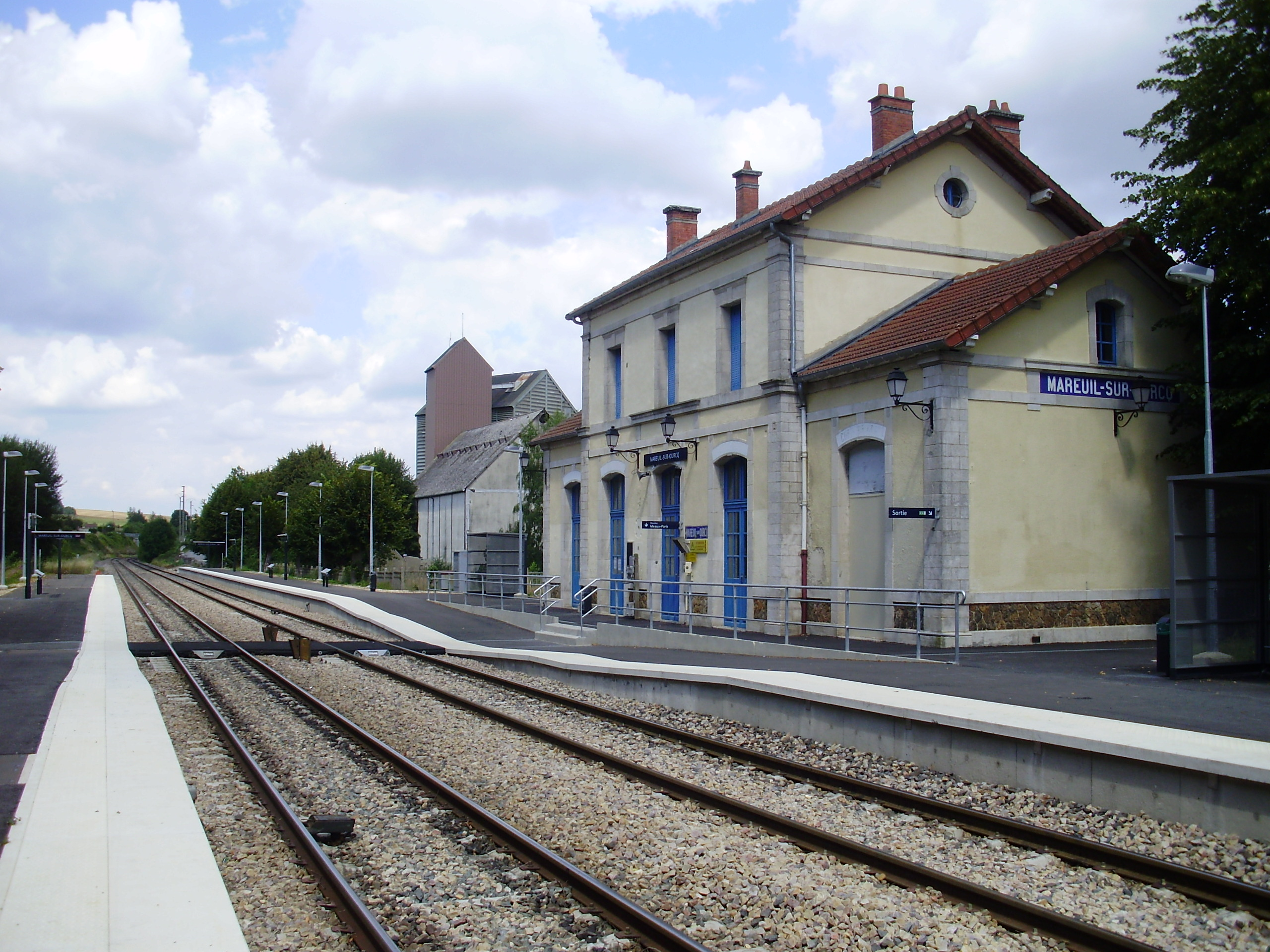
La gare.

La commune est desservie par l'ancienne route nationale 36 (actuelle RD 936) qui la relie à Meaux et à Villers-Cotterêts, ainsi que par la RD 88 qui donne accès à Vaumoise, l'ancienne route nationale 322 (actuelle RD 922) vers Pontoise et la RD 25 vers de Montigny-l'Allier.
La gare de Mareuil-sur-Ourcq est desservie par des trains de la ligne P du Transilien effectuant des missions entre les gares de Paris-Est et de La Ferté-Milon.
La commune est desservie, en 2023, par les lignes 6431 et 6495 du réseau interurbain de l'Oise.

## Toponymie
Mareuil-sur-Ourcq : Marolium juxta firmitatem, Marolium firmitatis, Mareolum (1163), Maralia, Mareul-la-Ferté, Mareuil-la-Ferté
.
 Toponyme d'origine gauloise très répandu, Mareuil est composé de l'adjectif maros signifiant « grand » suivi de l'appellatif -ialon « clairière, lieu défriché » et par extension « village », donnant māro-ialon (ultérieurement latinisé en maro-ialum) dont le sens global est « grande clairière », « grand bourg »,.
Comme le nom de la commune le suggère, elle est baignée par l'Ourcq, une rivière française affluente de rive droite de la Marne qui coule dans les départements de l'Aisne, l'Oise et la Seine-et-Marne.
Fulaines : Fulignae, Fullanae, Fulaisnes, Fulaines, Fulaine.

## Histoire

### Antiquité
Cimetières gallo-romain et mérovingien fouillés en 1897 et 1898 par René Verneau.

### Ancien Régime
Mareuil-sur-Ourcq relève de la seigneurie de Bourneville. Un important château fort avait été construit rue de Thury. Durant les Guerres de Religion, le 29 octobre 1594, il est détruit à coups de canon car les Ligueurs s'en étaient emparés. Il en subsistait en 1830 une tour haute de 20 m..
Le duc de Valois levait un péage à la traversée du bourg.
La seigneurie de Fulaines appartenait depuis 1234 à l'abbaye de Colinance.

### Époque contemporaine
Le décret du 29 floréal an X (19 mai 1802) ordonne l'ouverture d'un canal de dérivation de la rivière de l'Ourcq, vers Paris, le canal de l'Ourcq, financé  par un prélèvement sur le produit de l’octroi, complété par une taxe sur les vins. Le chantier débute en 1804 et le canal est mis en service en totalité en 1829.
La commune de Mareuil, instituée par la Révolution française, absorbe en 1825 celle de Fulaines.
En 1851, la commune est propriétaire du presbytère, d'une mairie, d'une école, de deux fontaines, d'un lavoir et de trois abreuvoirs. On y exploite une tourbière, des carrières, deux fours à chaux, deux tuileries, deux moulins à eau et une usine à carder. Les habitants sont des agriculteurs, des ouvriers, des mariniers ou travaillent sur le port.
En 1894 est mise en service par la Compagnie des chemins de fer de l'Est la gare de Mareuil-sur-Ourcq sur les lignes de Trilport à Bazoches et d'Ormoy-Villers à Mareuil-sur-Ourcq, facilitant les déplacements des personnes et le transport des marchandises.

Mareuil-sur-Ourcq au tout début du XXe siècle
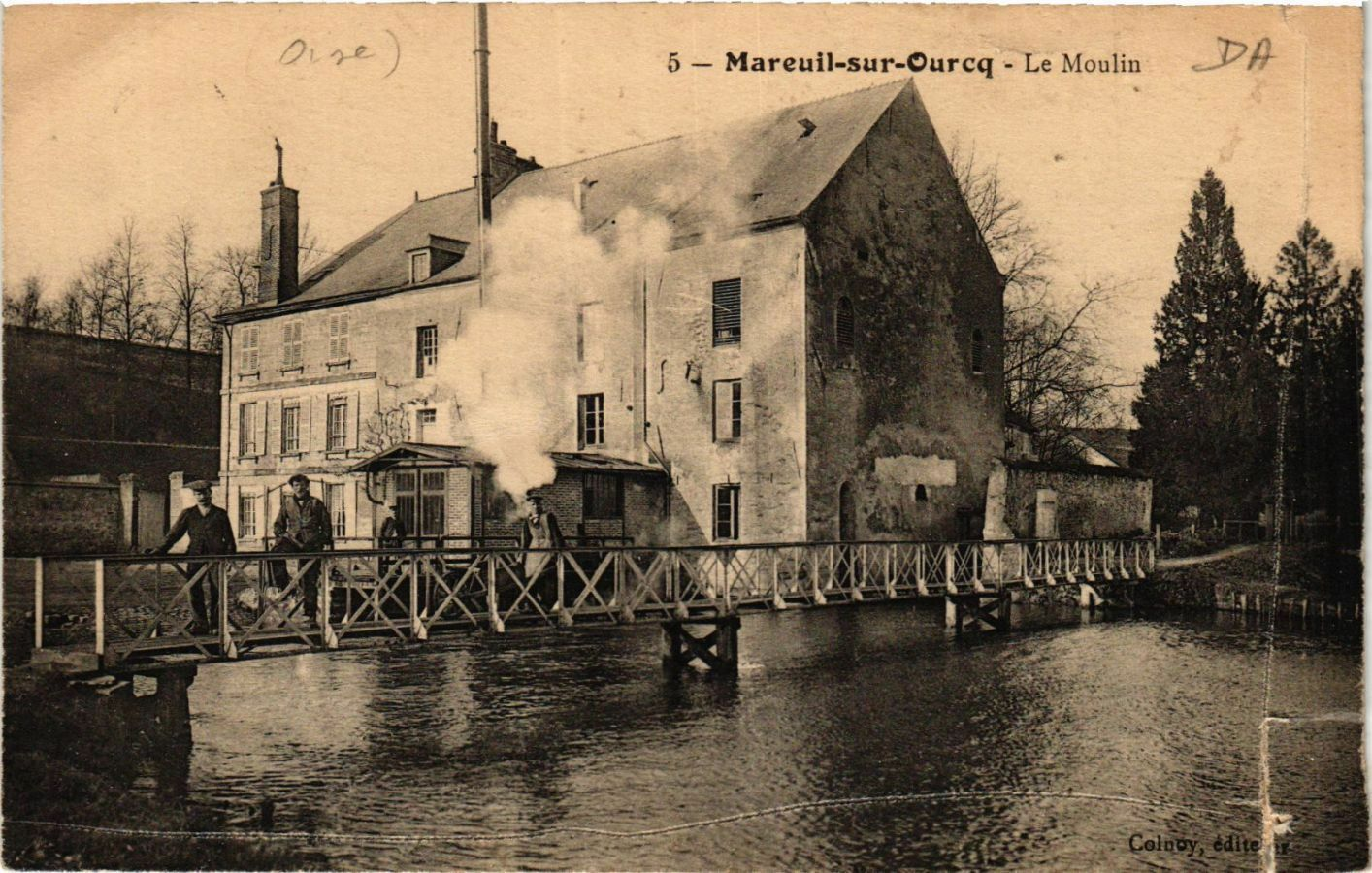
Le moulin.
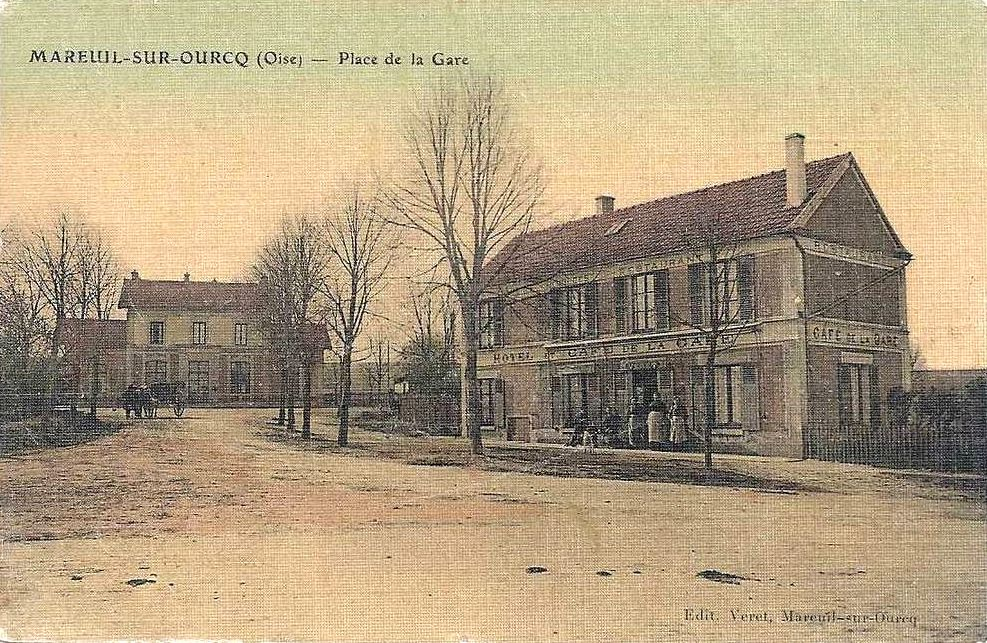
La place de la gare...
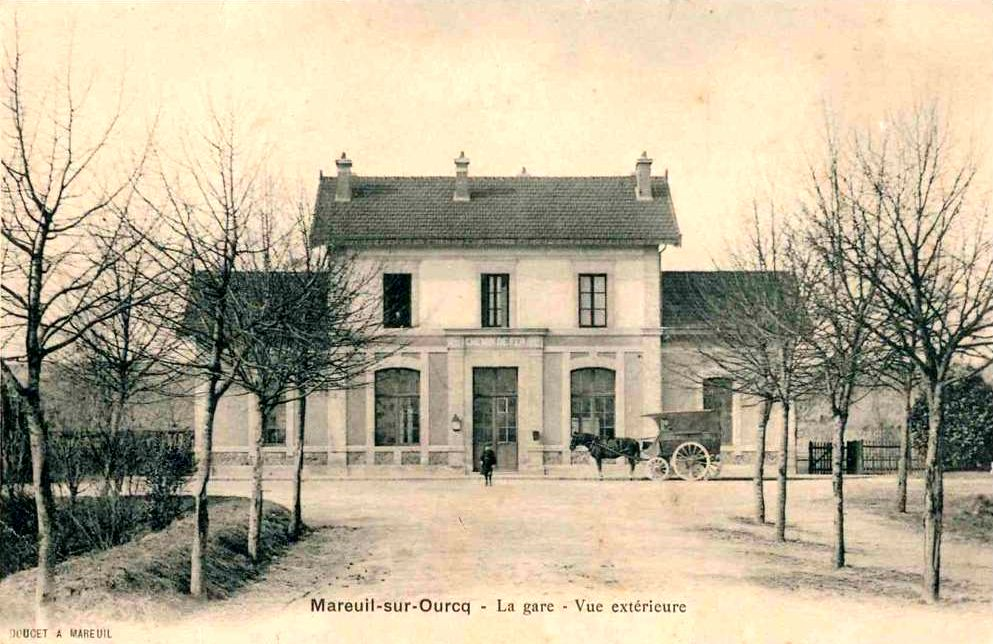
... Son bâtiment...
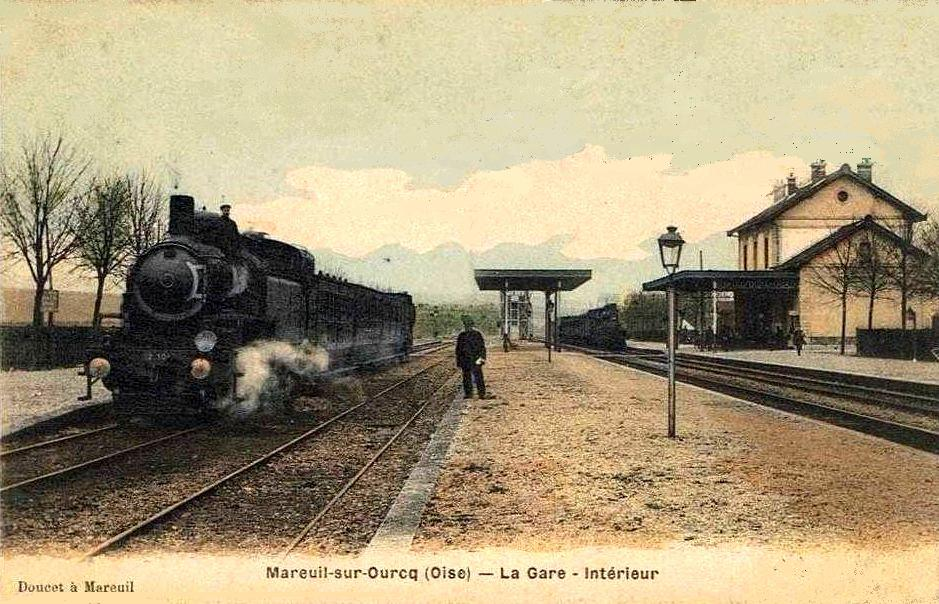
... et un train en gare.

Le trafic voyageur de la ligne d'Ormoy-Villers à Mareuil-sur-Ourcq 1939 et le service marchandises subsiste jusqu'aux années 1980, contrairement à la ligne principale reste desservie par le réseau Transilien.
Durant la Bataille de la Marne, au début de la Première Guerre mondiale, le général Von Kluck signe à Mareil le 8 septembre 1914 l'ordre de retraite de l'armée allemande défaite par les Français, marquant la transformation de cette guerre en guerre de position
À la fin de la Seconde Guerre mondiale, la commune est libérée le 28 août 1944 par la 1re armée américaine. Deux de ses soldats y sont tués .

## Politique et administration

### Rattachements administratifs et électoraux

#### Rattachements administratifs
La commune se trouve dans l'arrondissement de Senlis du département de l'Oise.
Elle faisait partie depuis 1802 du canton de Betz. Dans le cadre du redécoupage cantonal de 2014 en France, cette circonscription administrative territoriale a disparu, et le canton n'est plus qu'une circonscription électorale.

#### Rattachements électoraux
Pour les élections départementales, la commune fait partie depuis 2014 du canton de Nanteuil-le-Haudouin.
Pour l'élection des députés, elle fait partie de la quatrième circonscription de l'Oise.

### Intercommunalité
Mareuil-sur-Ourcq est membre de la communauté de communes du Pays de Valois, un établissement public de coopération intercommunale (EPCI) à fiscalité propre créé fin 1996  et auquel la commune a transféré un certain nombre de ses compétences, dans les conditions déterminées par le code général des collectivités territoriales.

### Liste des maires
| Période                                  | Période                        | Identité               | Étiquette | Qualité                                                                        |
| ---------------------------------------- | ------------------------------ | ---------------------- | --------- | ------------------------------------------------------------------------------ |
| Les données manquantes sont à compléter. |                                |                        |           |                                                                                |
|                                          |                                |                        |           |                                                                                |
| avant 1882                               |                                | Théodore Jules Simphal |           | Meunier                                                                        |
|                                          |                                |                        |           |                                                                                |
| mars 2001                                | mars 2008                      | Mireille Rose          | PS        |                                                                                |
| mars 2008                                | En cours (au 30 novembre 2023) | Benoît Proffit         |           | Agriculteur Vice-président de la CCPV (2014 →) Réélu pour le mandat 2020-2026, |

## Équipements et services publics
Un distributeur automatique de légumes est implanté aux « Les Jardins de Mareuil ».

### Eau et déchets
En 2018, l'adduction en eau potable, alimentée par un captage situé dans la commune, est confié à la SAUR.
En 2018 également, l'assainissement de la commune est constitué d'un réseau d'assainissement collectif  géré par la SAUR, dans la zone urbanisée en rive droite de l'Ourcq. Les eaux pluviales sont rejetées dans l'Ourcq et les eaux usées renvoyées vers une station d'épuration mise en service en 2014 et calibrée pour 1900 équivalents habitants. Le hameau de Fulaines et les écarts, en rive gauche de l’Ourcq, est géré en assainissement non collectif et est dépourvu de réseaux de collecte des eaux usées et des eaux pluviales
La collecte et la valorisation des déchets sont assurés sous l'autorité de l'intercolmmunalité.

### Enseignement
La commune dispose du groupe scolaire public, rue de Souville, et prévoit d'y aménager un restaurant scolaire.

### Justice, sécurité, secours et défense
Le centre de secours de Mareuil-sur-Ourcq protège le bourg et 13 autres villages. En 2019, il réalise enviroln 400 interventions de secours aux biens ou aux personnes.

## Population et société

### Démographie

#### Évolution démographique
L'évolution du nombre d'habitants est connue à travers les recensements de la population effectués dans la commune depuis 1793. Pour les communes de moins de 10 000 habitants, une enquête de recensement portant sur toute la population est réalisée tous les cinq ans, les populations de référence des années intermédiaires étant quant à elles estimées par interpolation ou extrapolation. Pour la commune, le premier recensement exhaustif entrant dans le cadre du nouveau dispositif a été réalisé en 2008.

En 2022, la commune comptait 1 589 habitants, en évolution de −1,67 % par rapport à 2016 (Oise : +0,87 %, France hors Mayotte : +2,11 %).
| 1793 | 1800 | 1806 | 1821 | 1831 | 1836 | 1841 | 1846 | 1851 |
| ---- | ---- | ---- | ---- | ---- | ---- | ---- | ---- | ---- |
| 258  | 304  | 292  | 338  | 676  | 723  | 710  | 725  | 757  |

| 1856 | 1861 | 1866 | 1872 | 1876 | 1881 | 1886 | 1891 | 1896 |
| ---- | ---- | ---- | ---- | ---- | ---- | ---- | ---- | ---- |
| 816  | 828  | 804  | 778  | 792  | 769  | 692  | 740  | 666  |

| 1901 | 1906 | 1911 | 1921 | 1926 | 1931 | 1936 | 1946 | 1954 |
| ---- | ---- | ---- | ---- | ---- | ---- | ---- | ---- | ---- |
| 676  | 682  | 701  | 764  | 654  | 670  | 569  | 637  | 570  |

| 1962 | 1968 | 1975 | 1982 | 1990  | 1999  | 2006  | 2008  | 2013  |
| ---- | ---- | ---- | ---- | ----- | ----- | ----- | ----- | ----- |
| 557  | 585  | 576  | 976  | 1 411 | 1 439 | 1 536 | 1 564 | 1 585 |

| 2018  | 2022  | - | - | - | - | - | - | - |
| ----- | ----- | - | - | - | - | - | - | - |
| 1 611 | 1 589 | - | - | - | - | - | - | - |

#### Pyramide des âges
La population de la commune est relativement jeune.
En 2018, le taux de personnes d'un âge inférieur à 30 ans s'élève à 40,9 %, soit au-dessus de la moyenne départementale (37,3 %). À l'inverse, le taux de personnes d'âge supérieur à 60 ans est de 17,2 % la même année, alors qu'il est de 22,8 % au niveau départemental.
En 2018, la commune comptait 782 hommes pour 829 femmes, soit un taux de 51,46 % de femmes, légèrement supérieur au taux départemental (51,11 %).
Les pyramides des âges de la commune et du département s'établissent comme suit.
| Hommes | Classe d’âge | Femmes |
| ------ | ------------ | ------ |
| 0,3    | 90 ou +      | 1,1    |
| 4,5    | 75-89 ans    | 5,7    |
| 11,0   | 60-74 ans    | 11,8   |
| 20,5   | 45-59 ans    | 19,2   |
| 21,5   | 30-44 ans    | 22,7   |
| 18,3   | 15-29 ans    | 15,4   |
| 24,0   | 0-14 ans     | 24,1   |

| Hommes | Classe d’âge | Femmes |
| ------ | ------------ | ------ |
| 0,5    | 90 ou +      | 1,4    |
| 5,5    | 75-89 ans    | 7,6    |
| 15,6   | 60-74 ans    | 16,3   |
| 20,8   | 45-59 ans    | 20     |
| 19,4   | 30-44 ans    | 19,4   |
| 17,6   | 15-29 ans    | 16,2   |
| 20,6   | 0-14 ans     | 19,1   |

## Économie
La zone d'activité de la Flache est implantée dans la commune, face au hameau de Fulaines, de l’autre côté de la RD 936.

### Agriculture
Le recensement agricole de 2010 indique que 566 ha des 1 014 ha que compte la commune forment sa surface agricole utilisée, tous constituées de terres labourables. L’orientation technico économique de la commune est « céréales et oléo protéagineux ». En 2016, le nombre d’exploitants sur la commune est de six dont quatre y ont leur siège.
Le céréalier Valfrance dispose d'installations à l'ouest du bourg, où sont collectés, stockés et commercialisés les céréales produites par les exploitants des communes voisines, et où la coopérative commercialise également des produits de protection des végétaux et d’amendement du sol

## Culture locale et patrimoine

### Lieux et monuments
Mareuil-sur-Ourcq compte un monument historique sur son territoire :
- L'Église Saint-Martin  Classée MH (1919)[46], rue de l'Église, sur le rebord du plateau surplombant la rivière et le canal : 
C'est un édifice très homogène de style gothique, qui a été construit sous trois campagnes de construction rapprochées au cours de la première moitié du XIIIe siècle. Il se compose d'une nef avec des grandes arcades surmontées de fenêtres, de deux bas-côtés, d'un transept débordant, dont les deux croisillons se prolongent par des chapelles vers l'est, et d'un chœur carré au chevet plat. 
Si la sculpture et la modénature, remarquables dans les trois premières travées, reflètent pleinement l'époque de construction, l'architecture s'inscrit encore dans la tradition romane tardive, ce qui se traduit par les proportions, le recours aux baies et arcatures plaquées en plein cintre, l'absence de fenêtres à remplage, et certaines particularités du plan. Le vaisseau central se remarque néanmoins par un certain élancement, qui contraste avec l'aspect trapu du clocher central, coiffé d'une flèche en charpente de l'époque moderne. 
Contrairement à la plupart des églises de la région, l'église Saint-Martin n'a jamais subi de reconstructions ou remaniements importants, exception faite du portail, qui a été refait en 1773 dans le style néo-classique[47],[48],[49],[50].

L'église Saint-Martin
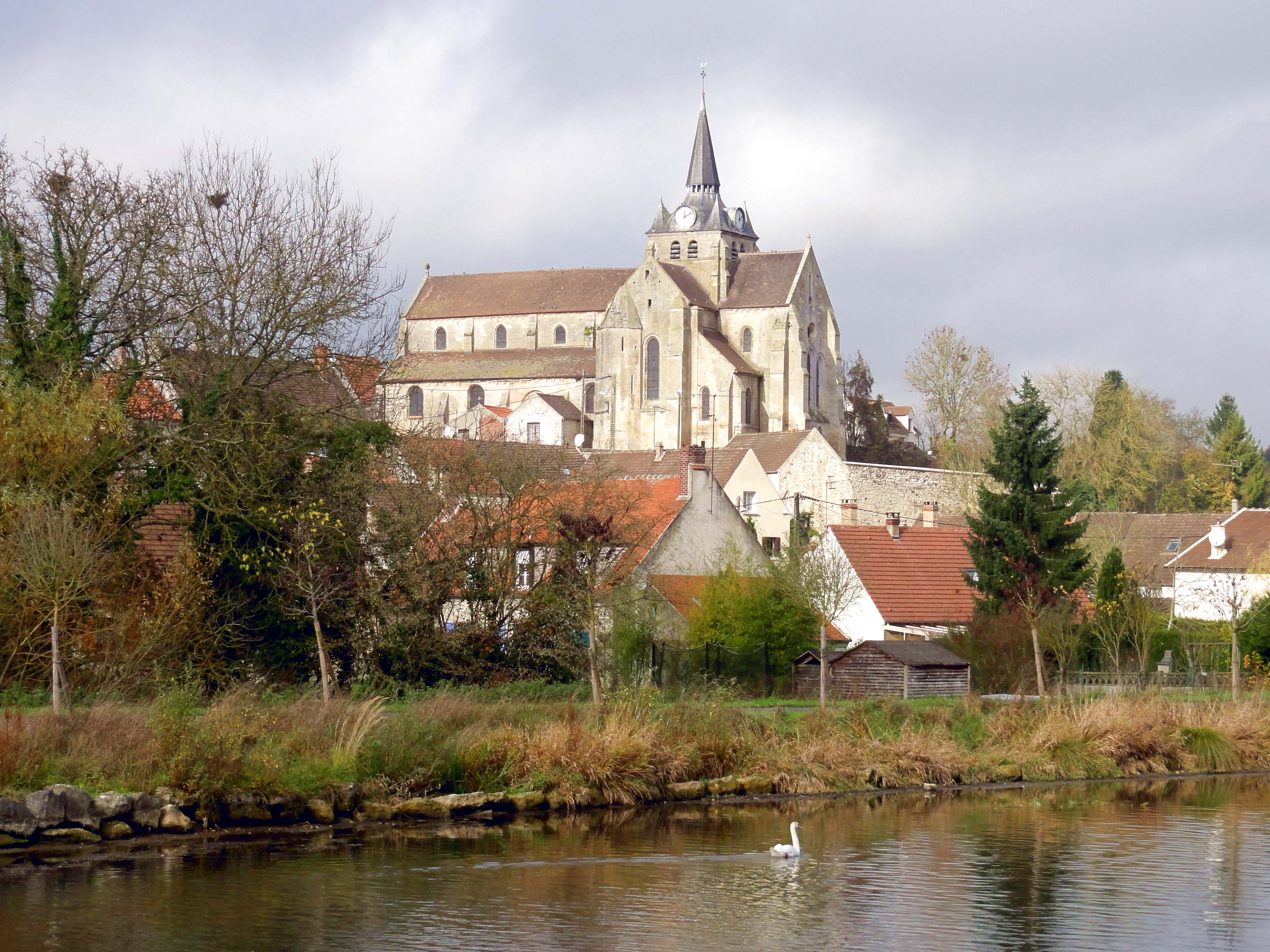
Vue depuis l'Ourcq.
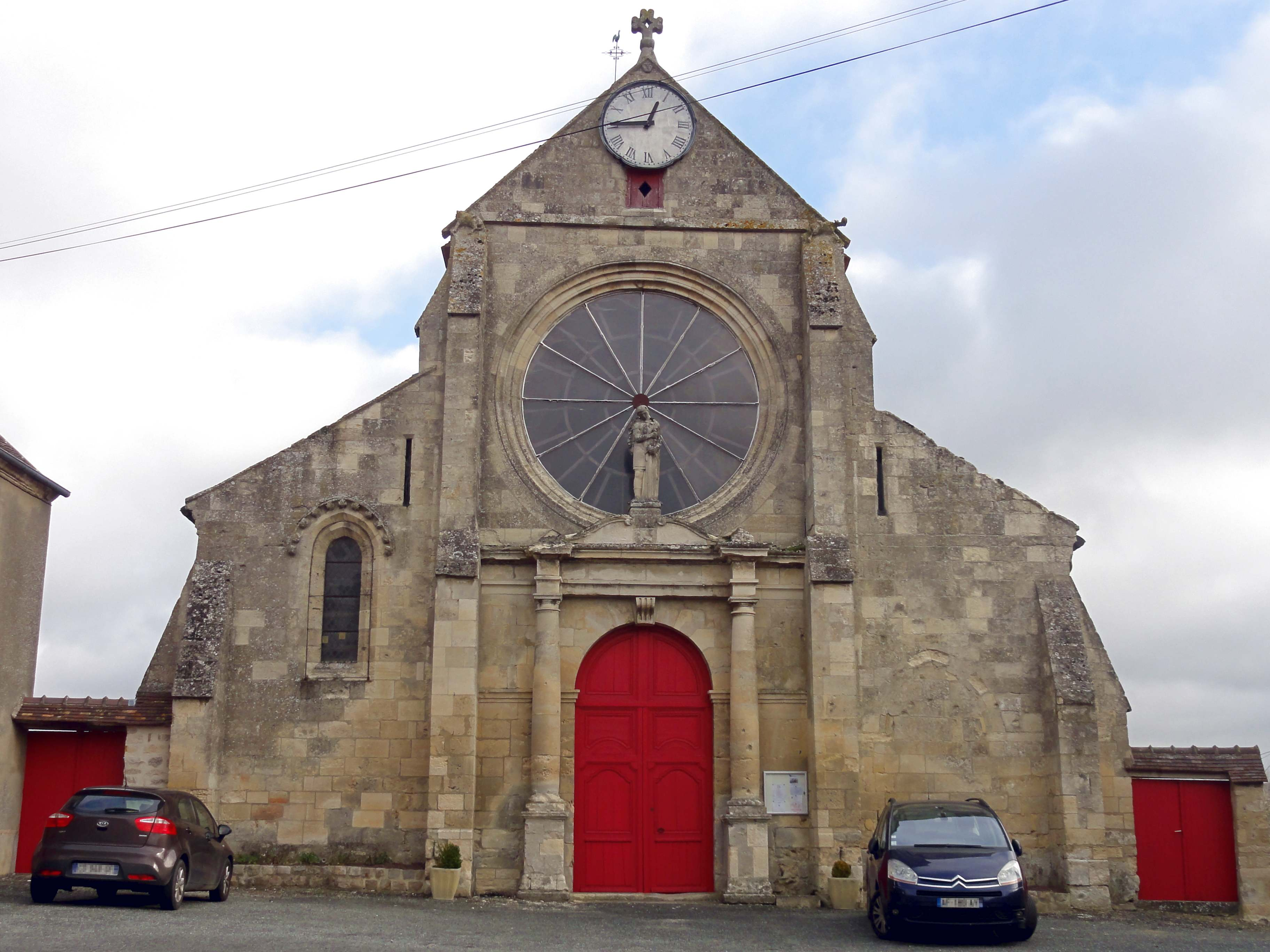
Façade.
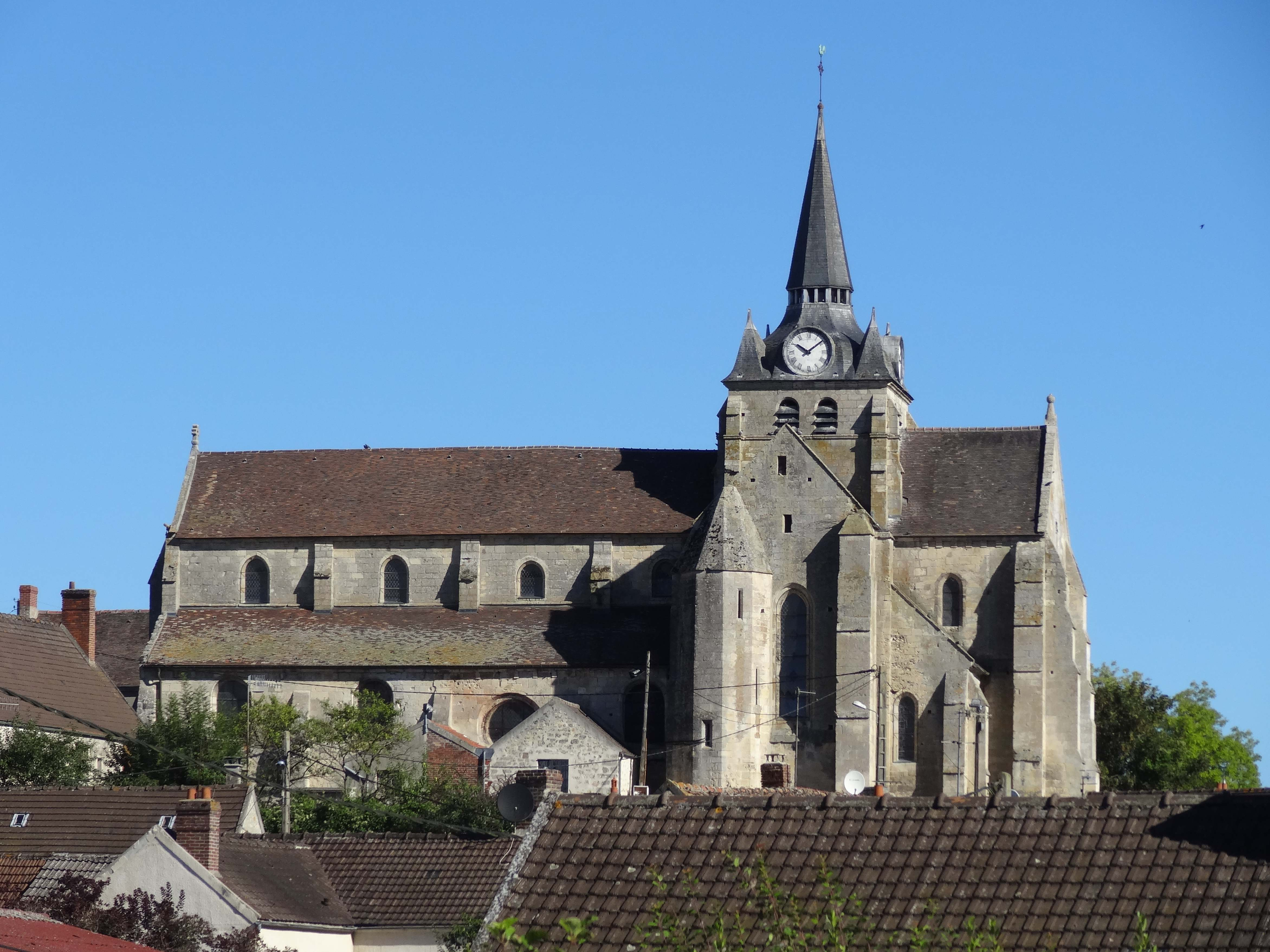
Côté sud.
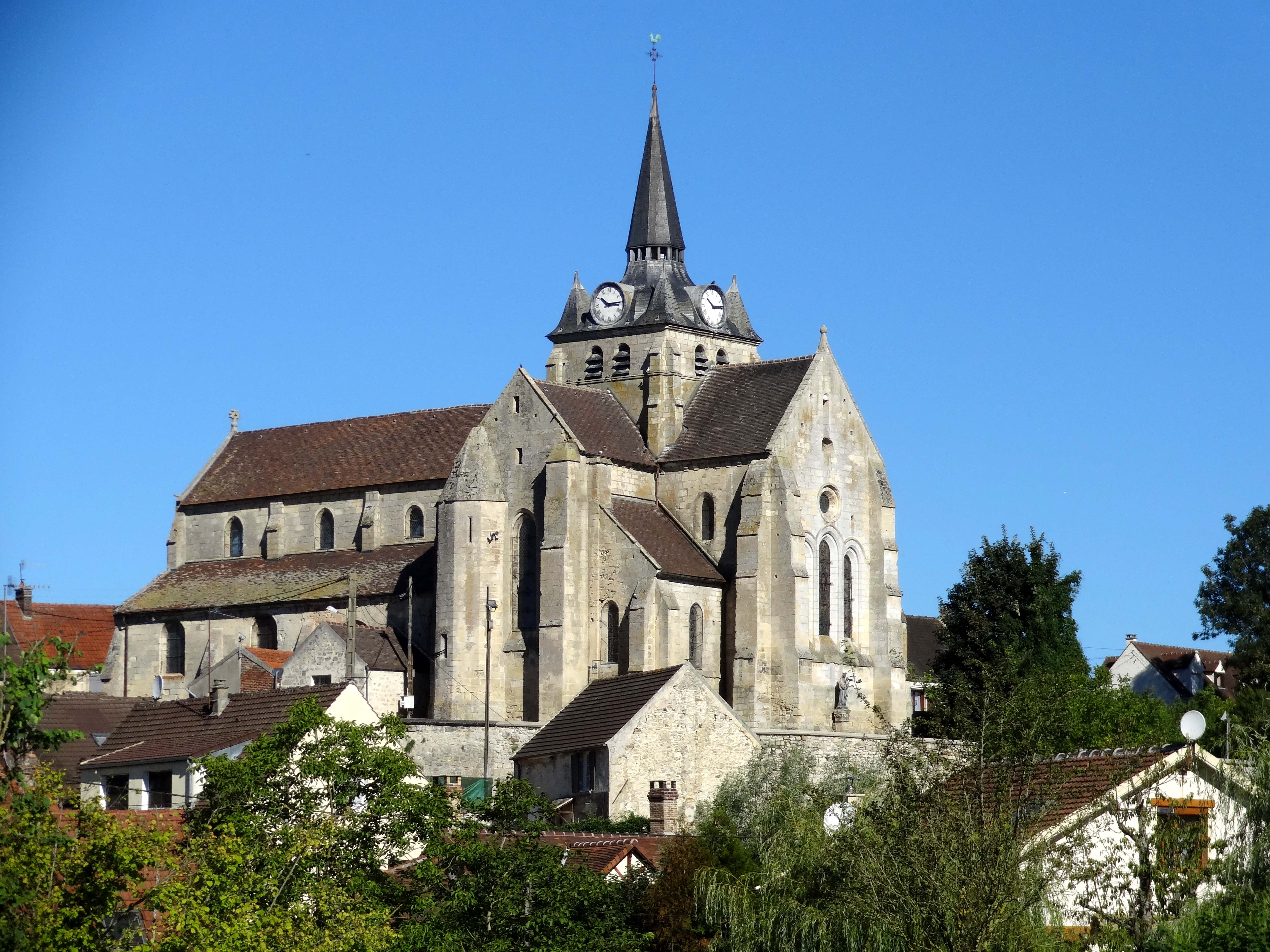
Le chevet.
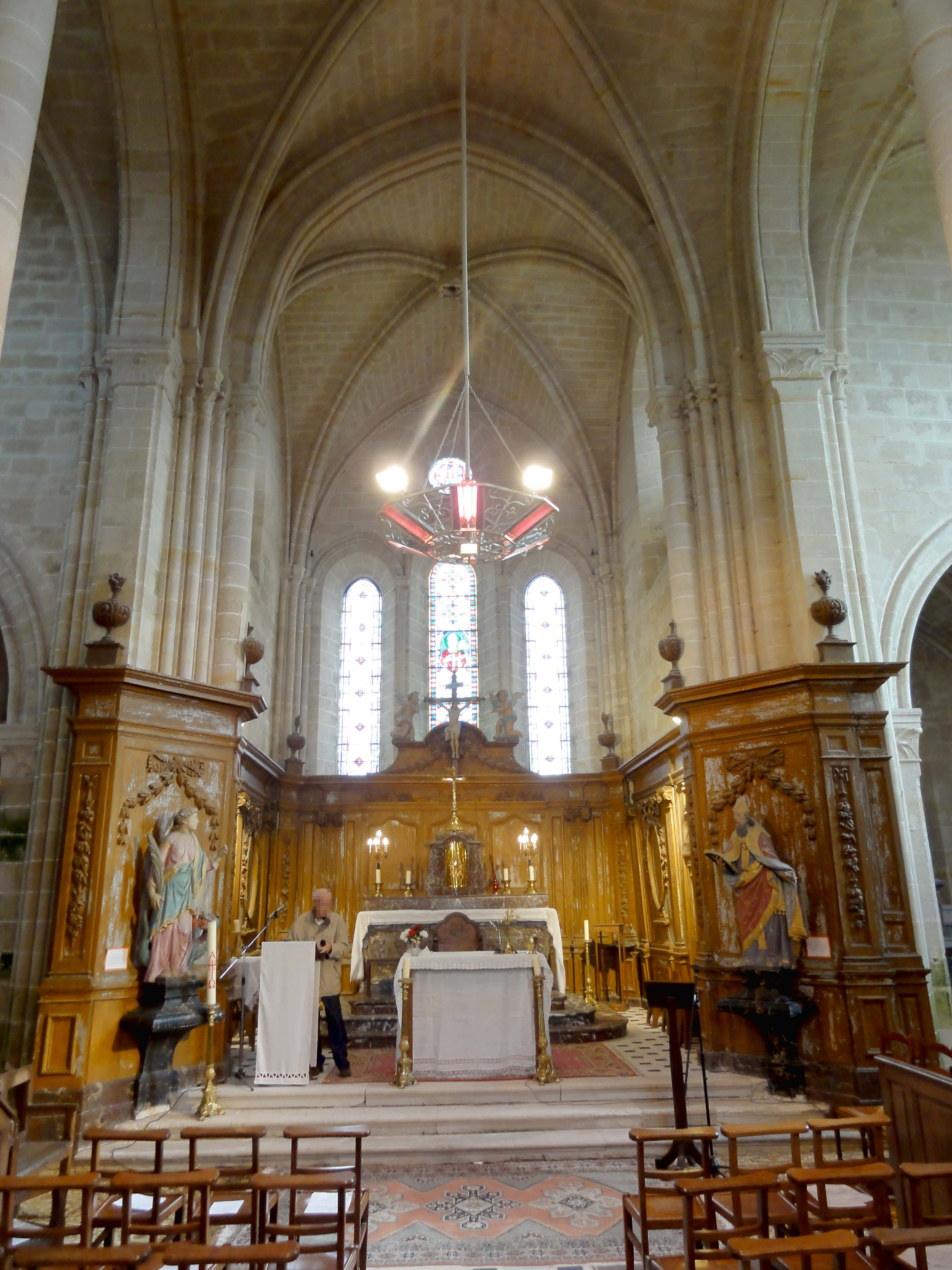
Le chœur.
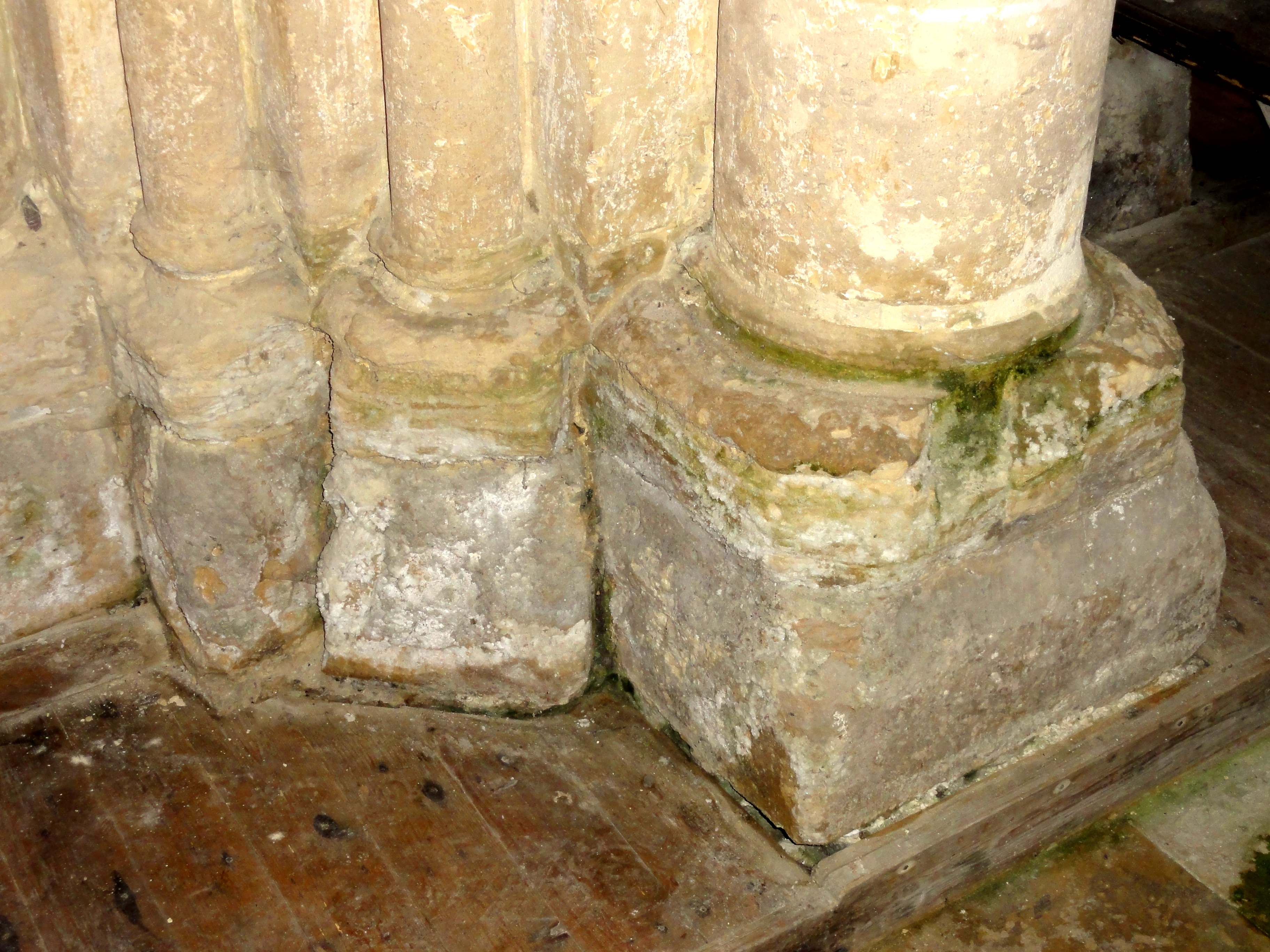
Base d'un pilier.
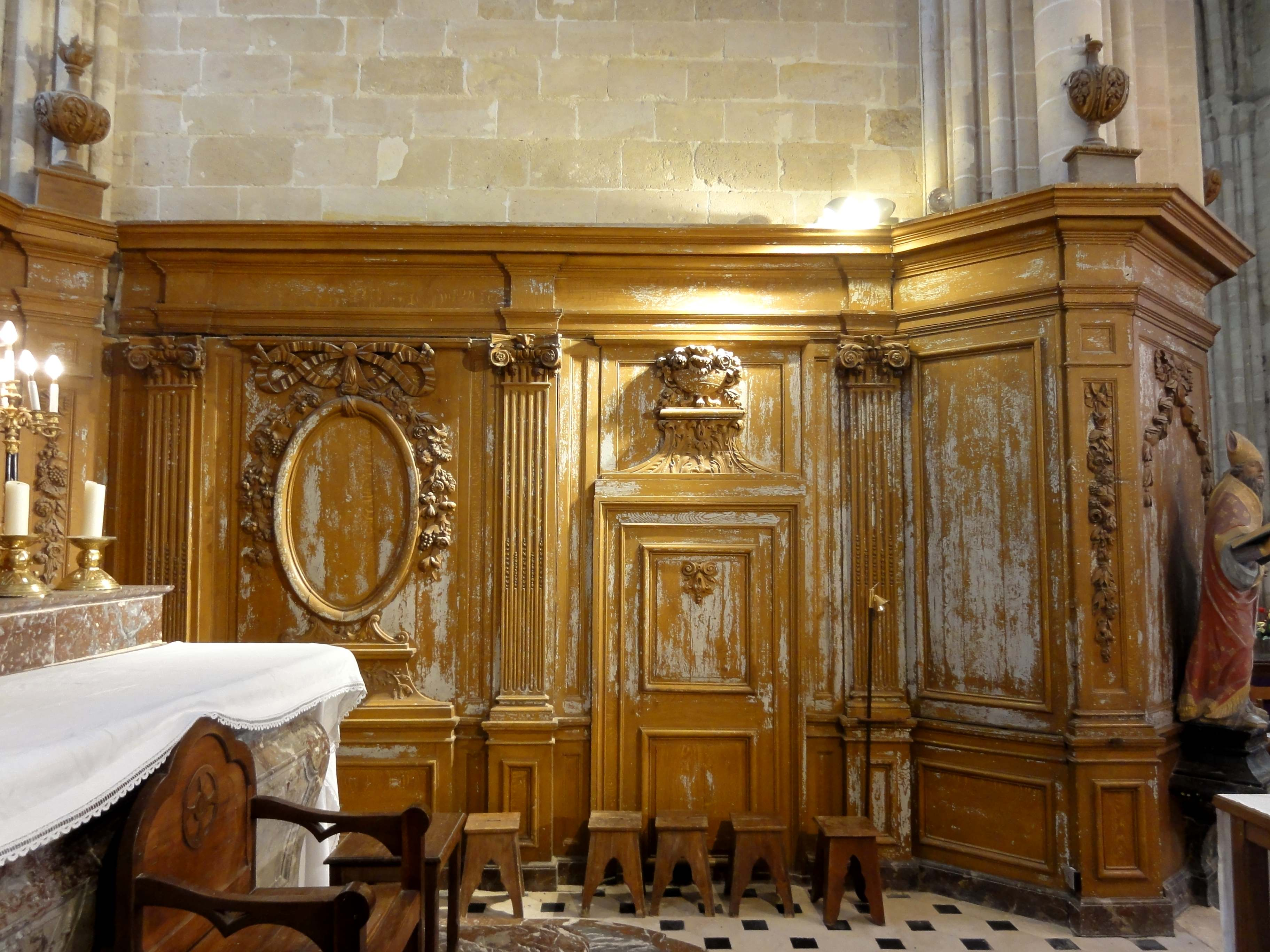
Boiseries.
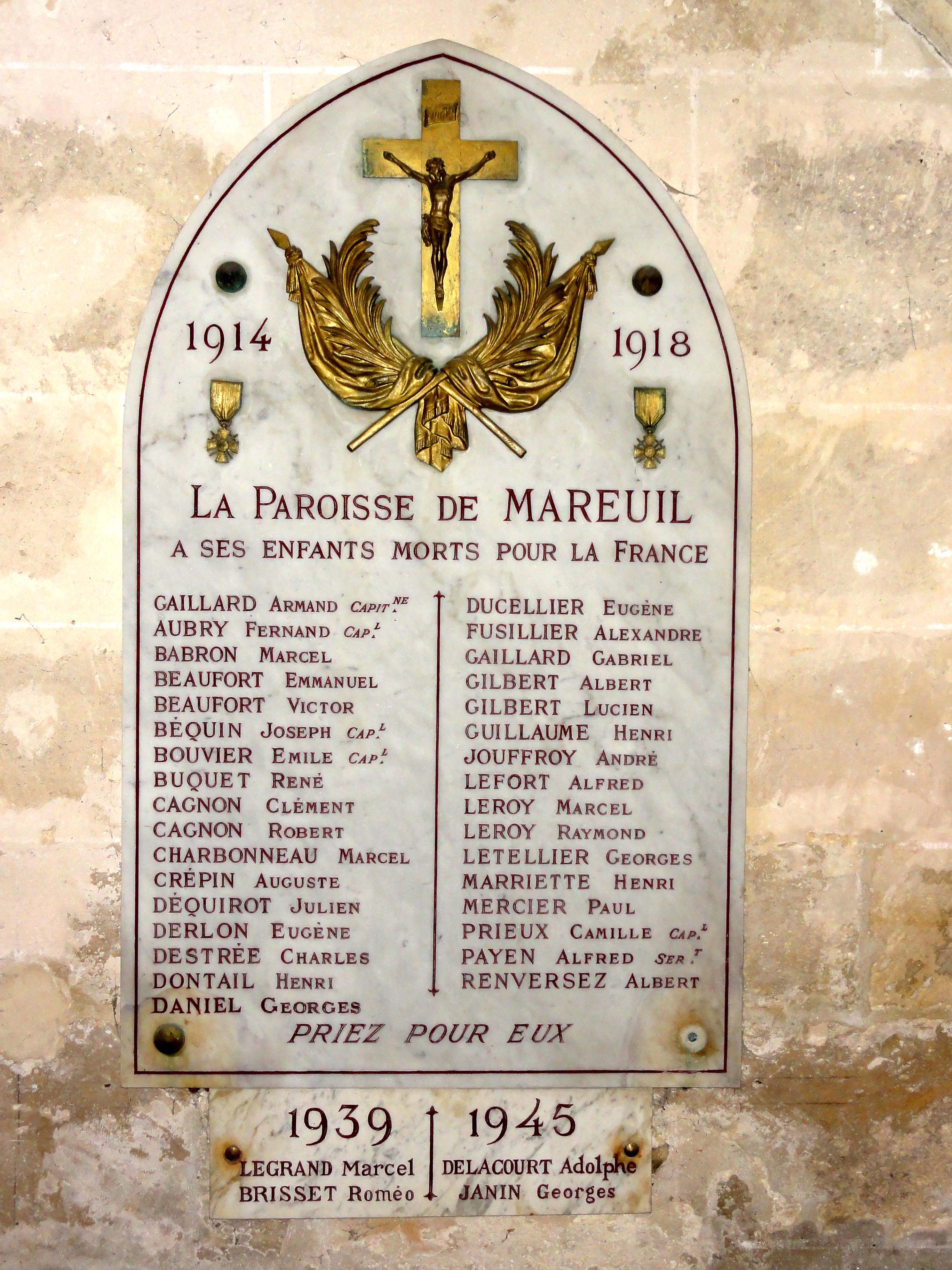
Monument aux morts de la paroisse.

On peut également signaler :
- Un polissoir et un dolmen ont été trouvés sur la commune[51].
- Passage du canal de l'Ourcq. A Mareuil commence le canal de l'Ourcq proprement dit, canal à petit gabarit déclassé, tandis qu'en amont, c'est la rivière de l'Ourcq qui est canalisée. Vestiges de l'écluse, aujourd'hui simple déversoir.
- Monument aux morts, restauré et déplacé près de la mairie à l'occasion de travaux d'aménagement[32].

- Ancienne église Sainte-Euphémie de Fulaines, aujourd'hui transformée en maison d'habitation, mais en bon état. 
Il s'git d'un édifice construit à partir de 1125 par les Templiers de la commanderie de Moisy puis cédée en 1234 aux religieuses de Collinance.
La nef  unique semble remonter à l’époque de la fondation et le beau portail roman orné de colonnettes qui s’ouvre à l’ouest est légèrement plus tardif. À  droite, deux chapiteaux décorés d’anges aux ailes déployés appartiennent à la sculpture de l’Orxois, où ont été réalisées des chef-d'oeuvre dans la seconde moitié du XIIe siècle. L'abside pentagonale est construite au XVIe siècle, et la remarquable clef pendante décorée de personnages, de style renaissance, paraît avoir été ajoutée après coup[52],[49],[53].

- Lavoir de Fulaines, d'architecture traditionnelle.

### Personnalités liées à la commune
- Lucas Digne (1993- ), footballeur international français évoluant au poste de défenseur à Aston Villa, y a grandi et a été licencié à l'US Mareuil-sur-Ourcq.

## Pour approfondir